# Radosław Parapunow
Radosław Parapunow, bułg. Радослав Парапунов (ur. 19 czerwca 1997 w Razłogu) – bułgarski siatkarz, grający na pozycji atakującego, reprezentant Bułgarii.
W 2015 roku zagrał na Mistrzostwach Europy Kadetów, gdzie reprezentacja Bułgarii zajęła 6. miejsce. Również w 2015 roku brał udział w Mistrzostwach Świata Kadetów, w których Bułgarzy byli 12 drużyną turnieju. Na Mistrzostwach Europy Juniorów w 2016 roku zajął wraz z kolegami z reprezentacji 8. miejsce.

## Kariera klubowa
| Sezon     | W trakcie sezonu               | Klub                                      |
| 2017/2018 |                                | University of Hawai’i (Stany Zjednoczone) |
| 2018/2019 |                                | University of Hawai’i (Stany Zjednoczone) |
| 2019/2020 |                                | University of Hawai’i (Stany Zjednoczone) |
| 2020/2021 |                                | University of Hawai’i (Stany Zjednoczone) |
| 2021/2022 | OK Vojvodina Nowy Sad (Serbia) |                                           |
| 2022/2023 | OK Vojvodina Nowy Sad (Serbia) |                                           |
| 2023/2024 | Szahdab Jazd (Iran)            |                                           |
| 2024/2025 | do 26.09.2024                  | Helios Grizzlys Giesen (Niemcy)           |
| 2024/2025 | od 25.10.2024                  | CSKA Sofia (Bułgaria)                     |
| 2024/2025 | do 26.11.2024                  | CSKA Sofia (Bułgaria)                     |
| 2024/2025 | od 29.11.2024                  | PGE GiEK Skra Bełchatów                   |

## Sukcesy klubowe
Big West Conference:
- 2019
- 2018
- 2021

Liga uniwersytecka NCAA:
- 2021[2]
- 2019

Superpuchar Serbii:
- 2021[3]

Mistrzostwo Serbii:
- 2022[4]
- 2023[5]

## Sukcesy reprezentacyjne
Olimpijski Festiwal Młodzieży Europy Kadetów:
- 2015